# Cosmisoma lineellum
Cosmisoma lineellum är en skalbaggsart som beskrevs av Bates 1870. Cosmisoma lineellum ingår i släktet Cosmisoma och familjen långhorningar. Inga underarter finns listade i Catalogue of Life.